# Saint-Symphorien (Deux-Sèvres)
Saint-Symphorien è un comune francese di 1 832 abitanti situato nel dipartimento delle Deux-Sèvres nella regione della Nuova Aquitania.

## Società

### Evoluzione demografica
Abitanti censiti